# Selim Segerstam
Selim Segerstam (Nykarleby, Finlàndia, 9 d'abril, 1904 - Hèlsinki, 2 d'octubre, 1963), va ser un director de cor, compositor i professor de música finlandès.
Va completar el seu títol de professor d'escola pública al seminari d'Uudenkaarlepy el 1926. També va completar els seus estudis a l'actual Acadèmia Sibelius. Com a professor, va treballar als seminaris d'Uudenkaarlepy, Vaasa i l'escola popular de llengua sueca a Hèlsinki des de 1947. Segerstam va ser un actiu director de cor i va dirigir diversos cors. Va compondre cançons corals i solistes melodioses i va arranjar cançons populars per a cors.
Segerstam va compilar un llibre de cançons, Vår sångbok, que es va publicar el 1952, i que els estudiants de parla sueca dels "baby boomers" cantaven a l'escola.
Selim Segerstam va ser el pare del director d'orquestra Leif Segerstam.